# Bupalus albidaria
Bupalus albidaria là một loài bướm đêm trong họ Geometridae.